# Первый дивизион Албании по футболу
Первый дивизион Албании по футболу (алб. Kategoria e Parë) — это второй дивизион албанского футбола, который находится между Суперлигой и Вторым дивизионом. Основан в 1930 году. В чемпионате участвуют 12 команд.

## История формата
Количество участников часто менялось. С 1999 по 2003 год до 35 команд играли в четырех разных группах. С 2004 по 2014 год чемпионат состоял из одной группы.
В сезоне 2014/15 лига была расширена с 16 до 20 команд, но разделена на две группы. Ранее, в сезоне 2007/08, в чемпионате принимали участие 18 команд из-за расширения с 14 клубов. С сезона 2019/2020 дивизион будет сокращаться на два клуба каждый год, пока в сезоне 2022/23 не будет состоять всего из 14 команд. В сезоне 2023/24 будет играть 12 команд, которые сыграют 33 матча в три круга.

## Текущий формат
Чемпионат состоит из 12 команд. Две команды, занявшие 1-е и 2-е место, переходят в Суперлигу, а команды, занявшие места с 3-е по 6-е, играют плей-офф за право сыграть стыковой матч с командой, занявшей 8-е место в чемпионате Албании. Команды, занявшие 11-е и 12-е место, вылетают во Второй дивизион, а команды, занявшие 9-е и 10-е место, играют в стыковых матчах за право остаться в дивизионе, против команд из двух групп, выигравших в плей-оффе.

## Клубы-участники в сезоне 2024/25
| Команда    | Город        |
| ---------- | ------------ |
| Аполония   | Фиери        |
| Беса       | Кавая        |
| Буррели    | Буррели      |
| Вальбона   | Байрам-Цурри |
| Вора       | Вора         |
| Кастриоти  | Круя         |
| Кораби     | Пешкопия     |
| Кукеси     | Кукес        |
| Люшня      | Люшня        |
| Поградеци  | Поградец     |
| Фламуртари | Влёра        |
| Эрзени     | Шияку        |

## Чемпионы
| Сезон     | Чемпион                                      | Второе место                                 | Лучший бомбардир                             | Результат лучшего бомбардира                 |
| --------- | -------------------------------------------- | -------------------------------------------- | -------------------------------------------- | -------------------------------------------- |
| 1930      | Томори                                       | Беселидья                                    | Неизвестно                                   | Неизвестно                                   |
| 1931      | Сезон не был сыгран                          | Сезон не был сыгран                          | Сезон не был сыгран                          | Сезон не был сыгран                          |
| 1932      | Беса                                         | Фламуртари                                   | Неизвестно                                   | Неизвестно                                   |
| 1933      | Эльбасани                                    | Фламуртари                                   | Неизвестно                                   | Неизвестно                                   |
| 1934      | Люфтетари                                    | Химара                                       | Неизвестно                                   | Неизвестно                                   |
| 1935      | Сезон не был сыгран                          | Сезон не был сыгран                          | Сезон не был сыгран                          | Сезон не был сыгран                          |
| 1936      | Беселидья                                    | Пермети                                      | Неизвестно                                   | Неизвестно                                   |
| 1937—1948 | В этот период чемпионаты не проводились      | В этот период чемпионаты не проводились      | В этот период чемпионаты не проводились      | В этот период чемпионаты не проводились      |
| 1948/49   | Сезон отменён по требованию Советского Союза | Сезон отменён по требованию Советского Союза | Сезон отменён по требованию Советского Союза | Сезон отменён по требованию Советского Союза |
| 1949      | Поградеци и Беселидья                        | Поградеци и Беселидья                        | Неизвестно                                   | Неизвестно                                   |
| 1950      | Томори                                       | Эрзени                                       | Неизвестно                                   | Неизвестно                                   |
| 1951      | Динамо Влёра                                 | Эрзени                                       | Неизвестно                                   | Неизвестно                                   |
| 1952      | Сезон не был сыгран                          | Сезон не был сыгран                          | Сезон не был сыгран                          | Сезон не был сыгран                          |
| 1953      | Спартаку                                     | Эльбасани                                    | Неизвестно                                   | Неизвестно                                   |
| 1954      | Динамо Шкодер                                | Люфтетари                                    | Неизвестно                                   | Неизвестно                                   |
| 1955      | Сезон не был сыгран                          | Сезон не был сыгран                          | Сезон не был сыгран                          | Сезон не был сыгран                          |
| 1956      | Спартаку                                     | Аполония                                     | Неизвестно                                   | Неизвестно                                   |
| 1957      | Влазния                                      | Томори                                       | Неизвестно                                   | Неизвестно                                   |
| 1958      | Эльбасани                                    | Томори                                       | Неизвестно                                   | Неизвестно                                   |
| 1959      | Теута                                        | Эрзени                                       | Неизвестно                                   | Неизвестно                                   |
| 1960      | Люшня                                        | Люфтетари                                    | Неизвестно                                   | Неизвестно                                   |
| 1961      | Теута                                        | Кораби                                       | Неизвестно                                   | Неизвестно                                   |
| 1962      | Влазния                                      | Томори                                       | Неизвестно                                   | Неизвестно                                   |
| 1962/63   | Люфтетари                                    | Эрзени                                       | Неизвестно                                   | Неизвестно                                   |
| 1963/64   | Поградеци                                    | Нафтетари                                    | Неизвестно                                   | Неизвестно                                   |
| 1964/65   | Эрзени                                       | Нафтетари                                    | Неизвестно                                   | Неизвестно                                   |
| 1965/66   | Люфтетари                                    | Альбпетрол                                   | Неизвестно                                   | Неизвестно                                   |
| 1966/67   | Аполония                                     | Текстилисти                                  | Неизвестно                                   | Неизвестно                                   |
| 1968      | Текстилисти                                  | Нафтетари                                    | Неизвестно                                   | Неизвестно                                   |
| 1969      | Сезон не был сыгран                          | Сезон не был сыгран                          | Сезон не был сыгран                          | Сезон не был сыгран                          |